# Televisão no Equador
A televisão no Equador é o principal meio de comunicação de massa no país. Tem sido caracterizado pela difusão de telenovelas, séries e novidades. Canais privados e estaduais coexistem nos níveis nacional, regional e local. Alguns canais de TV a cabo também aparecem timidamente, a maioria deles exclusivos para as empresas que os operam, além de canais de televisão pela Internet, alguns deles com temas específicos, como a programação exclusiva.
Há seis canais privados (Ecuavisa, Teleamazonas, RTS, Telerama, RTU, Latele e Televisão Oromar) e quatro canais públicos (Televisão TC, TV, Canal Uno e TV Equador) disponíveis em todo o país. Em 2011, 83% dos canais eram de propriedade privada, 17% eram de propriedade pública e 0% eram de propriedade da comunidade.

## História
É impossível falar sobre a história da televisão equatoriana sem mencionar alguns visionários, que tiveram a iniciativa de realizar um sonho. José Rosenbaum Nebel de origem judaico-germânica e Linda Zambrano de Rosenbaum esposa manabita (natural da Bahia de Caráquez, Província de Manabí) Pioneiros da Primeira Emissão e Transmissão da Televisão Equatoriana.
A primeira emissora de TV em Quito foi a HCJB TV, a Ventana de los Andes (hoje equivalente a Asomavisión), seguida pelo Teletortuga Canal 6 (localizada na Hacienda de Piedrahita no atual Parque Itchimbía), Teletigre, Canal 2 de Televisión en a cidade de Quito (ocupando as dependências do canal 6) e o Canal Nacional de Televisão 8 da Televisão. O Primeiro Canal de Televisão Equatoriano 4 (Telecuatro) na cidade de Guayaquil (Teletortuga Channel 6 Television na cidade de Quito) foi realmente a primeira estação de televisão comercial com programação para todos os públicos.
Atualmente, alguns dos principais canais de televisão do país são administrados pelo governo do Equador: GamaTV, Tc Televisión, que foram apreendidos de empresários ligados ao setor bancário. Equador TV, que é o canal público criado em 29 de novembro de 2007. A rede de Quito Teleamazonas, depois de passar por uma crise econômica, está sendo vendida em conjunto com Guayaquil Ecuavisa, são identificados como oposição ao governo. Há também estações como RTS, CANELA TV e CANAL ONE que lutam por pequenos segmentos de audiência. A cidade de Cuenca é representada por TELERAMA. Todos esses sinais são transmitidos em todo o país.
Atualmente, as frequências UHF foram implementadas e são encontradas em sinais de teste, como a TV Legislativa, El Ciudadano TV, entre outros.

## Canais
| Canal                                         | Tipo de Programação                  | Tipo de Propriedade                  | Página Web                           |
| Antena - Sistema Analógico NTSC: VHF          | Antena - Sistema Analógico NTSC: VHF | Antena - Sistema Analógico NTSC: VHF | Antena - Sistema Analógico NTSC: VHF |
| --------------------------------------------- | ------------------------------------ | ------------------------------------ | ------------------------------------ |
| Ecuavisa 2                                    | Variado                              | Privado                              | Web                                  |
| Teleamazonas 4                                | Variado                              | Privado                              | Web                                  |
| Televicentro 5                                | Variado                              | Privado                              | Web                                  |
| Telerama                                      | Variado                              | Privado                              | Web                                  |
| Canal Uno 12                                  | Variado                              | Privado                              | Web                                  |
| RTS 11                                        | Variado                              | Privado                              | Web                                  |
| Oromar Televisión                             | Variado                              | Privado                              | Web                                  |
| Telejuventud 13                               | Variado                              | Privado                              |                                      |
| TC Televisión 10                              | Variado                              | Público                              | Web                                  |
| Gamavisión 8                                  | Variado                              | Público                              | Web                                  |
| Ecuador TV 7                                  | Variado                              | Público                              | Web                                  |
| Antena - Sistema Analógico NTSC: UHF          |                                      |                                      |                                      |
| RTU Televisión                                | Variado                              | Privado                              | Web                                  |
| UCSG Televisión                               | Variado                              | Universitario                        | Web                                  |
| Latele                                        | Variado                              | Privado                              | Web                                  |
| Canela TV                                     | Musical                              | Privado                              | Web                                  |
| Antena - Sistema Digital ISDB-T/SBTVD: VHF    |                                      |                                      |                                      |
| Antena - Sistema Digital ISDB-T/SBTVD: UHF    |                                      |                                      |                                      |
| Cable y satélite - televisión por suscripción |                                      |                                      |                                      |
| Américavisión                                 | Informativo                          | Público                              |                                      |